# Стожа
Стожа је насељено место у општини Сандански у области Благоевград, Бугарска. Према попису из 2021. године било је 110 становника.
Према бугарском географу и историчару, Василу Канчову, у Стожи је 1900. године живело 240 Словена хришћана..